# منطقه آیاکوچو
منطقه آیاکوچو (به اسپانیایی: Ayacucho Region) یک منطقه در پرو است.
مساحت این منطقه ۴۳۸۱۴٫۸ کیلومتر مربع و جمعیت آن ۶۱۹۵۲۲ نفر است.